# Garut
Garut est une ville de Java occidental en Indonésie, capitale du kabupaten de Garut. Elle est située à environ 75 km au sud-est de Bandung.

## Galerie

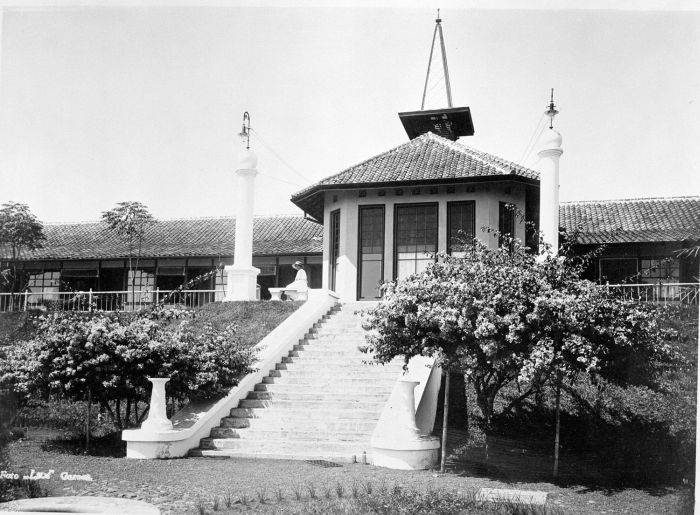
Le sanatorium de Garat en 1920
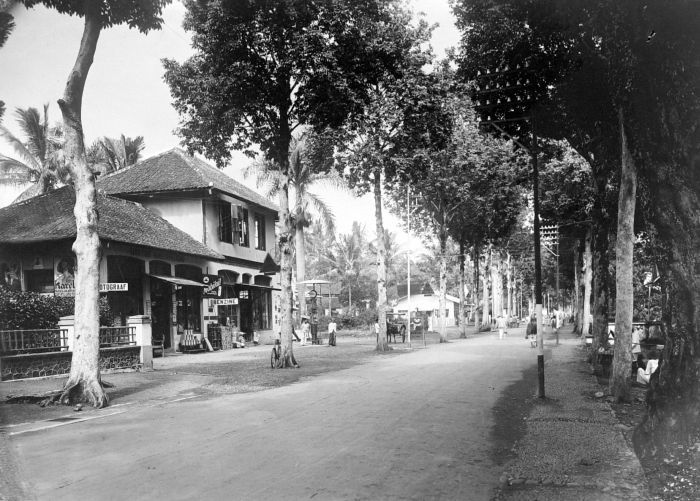
Rue de Garat en 1936
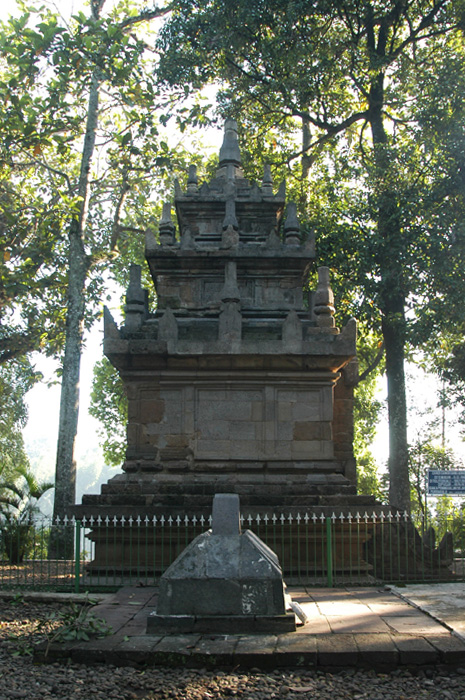
Le temple Cangkuang à Garat
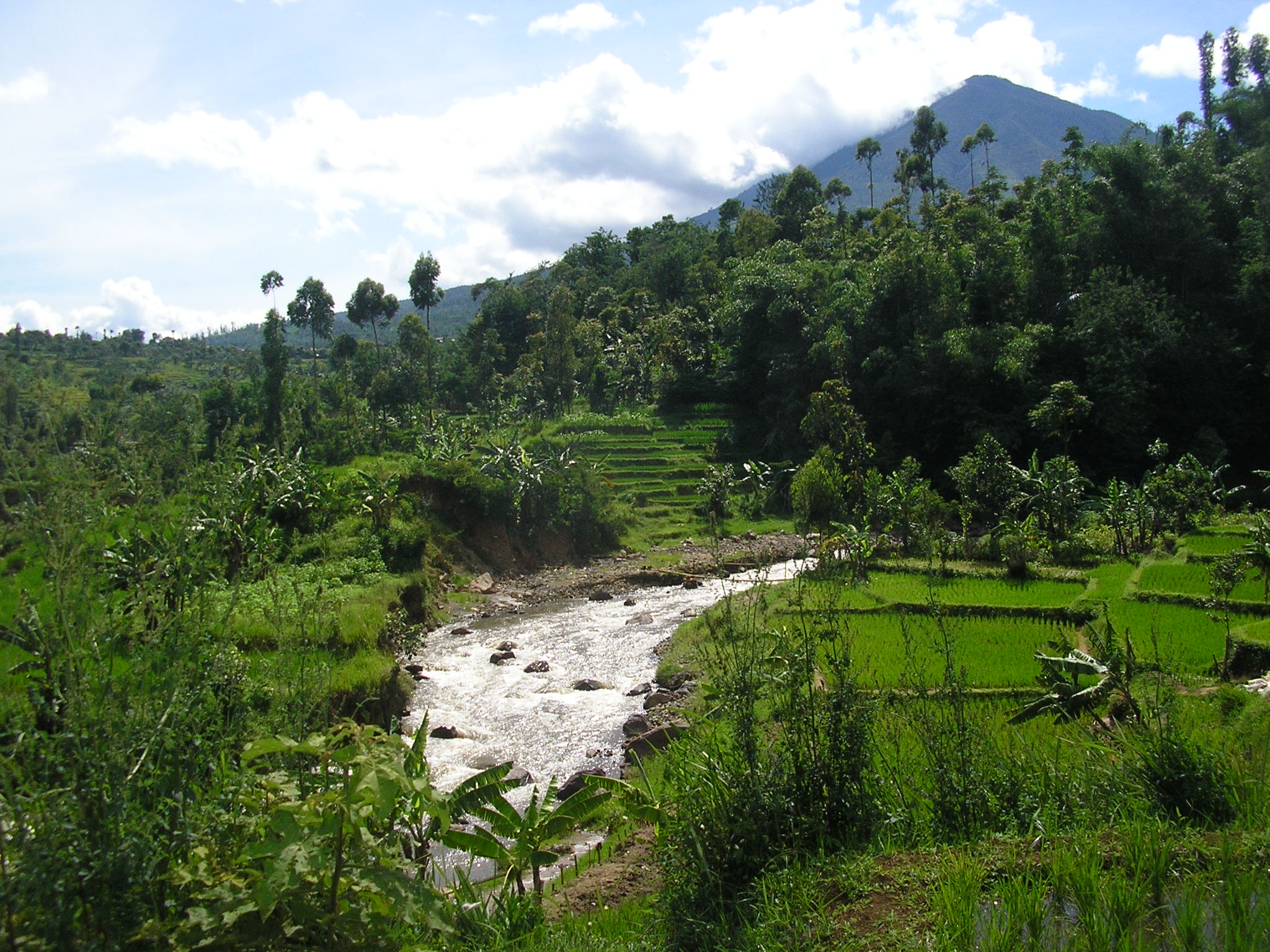
Paysage à Garat
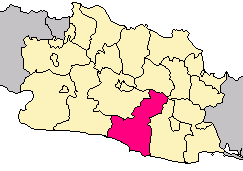
Situation de la régence de Garat

## Personnalités
- Wing Karjo (1937-2002), poète, est né à Garut.
- Voice of Baceprot, groupe trash metal indonésien.